# Janggunite
La janggunite è un minerale.